# Estação Tamburugy
A Estação Tamburugy é uma das estações do Metrô de Salvador, situada em Salvador, entre a Estação Flamboyant e a Estação Bairro da Paz. Faz parte da Linha 2.
Foi inaugurada em 11 de setembro de 2017 juntamente com outras quatro estações da linha. Localiza-se na Avenida Paralela. Atende a bairros como Patamares, Trobogy e Piatã.

## Características
A estação tem 7 975,00 metros quadrados de área construída em trecho de superfície. Possui  uma plataforma central de embarque/desembarque.